# Freeport Monrovia
Der Freeport Monrovia in der liberianischen Hauptstadt Monrovia ist der bedeutendste Seehafen des Landes.

## Lage
Der Freeport Monrovia liegt am Westufer der ehemaligen Insel Bushrod Island bei der Mündung des Mesurado River in den Atlantik. Die Zufahrt zum Hafen wurde durch den Leuchtturm auf dem Kap Mesurado markiert, dieser Leuchtturm ist gegenwärtig außer Betrieb.

## Geschichte
Der Aufbau des Hafens und weiterer militärischer Infrastruktur wurde bereits 1940 bei einem Treffen des US-Admirals LeBreton mit dem liberianischen Staatssekretär Simpson vorbereitet. Der Hafen wurde noch während des Zweiten Weltkrieges als Schutzhafen an der westafrikanischen Küste von der US Navy projektiert und von einheimischen Bauarbeitern unter Anleitung von US-Bauingenieuren errichtet.
Der Hafen wurde 1948 in die zivile Nutzung als Freihafen überführt und ist Haupthafen Liberias. Hauptimporte sind Baumaterialien aller Art, Treibstoffe, Industrie- und Handelswaren sowie Fahrzeuge. Aus Liberia werden im Gegenzug vor allem Eisenerz, Kautschuk und Gummiprodukte – (Autoreifen und -schläuche), Tropenholz, Roh-Kaffee und Kakao. Während des Bürgerkrieges wurde der Hafen mehrfach überfallen und Vorräte geplündert. Beim Wiederaufbau des Landes besitzt der Hafen einen sehr hohen Stellenwert.

## Beschreibung
Das etwa 300 ha große Hafenbecken wurde durch die Errichtung von zwei Molen (Schüttdämme von 2359 m beziehungsweise 2200 m Länge) geschaffen, die sich in einem Winkel von etwa 70 Grad annähern. Die Einfahrt befindet sich im virtuellen Schnittpunkt beider Dämme, etwa 2 km vor der Küste. Vor der Einfahrt befindet sich eine Reede. Das Hauptpier ist eine mit Betonmauern befestigte Uferzone und hat eine Länge von 610 m.
Im nördlichen Teil des Hafens befindet sich das Gelände der Kühlhäuser und die Pier für die Fischereifahrzeuge.
Im mittleren Teil des Hafens endet die Bong-Mining-Bahn am Verladeterminal für Eisenerz, die derzeit wichtigste Handelsware des Landes. Das Gleisnetz verzweigt sich im Hafengelände und gestattet auch den schienengebundenen Transport von Containern.
Im südlichen Hafenareal markiert eine etwa 800 m lange Stahlbrücke mit einer Pipeline das Terminal für die Öltanker. Der Hafen ist mit einer knapp 10 km langen Pipeline direkt mit einer im Stadtteil Greenville befindlichen Ölraffinerie der Liberia Petroleum Refining Company verbunden. Deren Betrieb ist aber seit 1982 eingestellt worden, als Folge des Bürgerkrieges.
Zum Hafengelände gehören auch mehrere Service-Betriebe und eine Schiffswerft mit einem Dock.
Im Umfeld des Hafens haben sich mehrere Logistikfirmen angesiedelt. Das Hafengelände besitzt zahlreiche Lagerhallen und Containerstellplätze, es wird streng bewacht. Unmittelbar nördlich des Hafens befindet sich das von den UN-Organisationen aufgebaute Zentrallager für Hilfslieferungen und Transporttechnik.

## Hafenmodernisierung
Die liberianische Regierung hat Pläne mit der Hafenverwaltung von Portland ausgearbeitet, die eine Modernisierung des Hafens zum Ziel haben.
Die niederländische Spezialfirma für Container-Terminals APM Terminals aus Den Haag hat einen Public Private Partnership Vertrag übernommen, die den Bau und Betrieb eines modernen Container-Terminals zum Ziel hat.

## Verwaltung
Die Monrovia Port Autorithy ist die Hafenbehörde und seit 1970 Betreiber des verstaatlichten Hafens. Im Hafen können Frachtschiffe, darunter auch Containerschiffe, und kleinere Öltanker anlegen. Gelegentlich machen auch Kreuzfahrtschiffe und Kriegsschiffe im Hafen Station.